# Art Students League of New York
Art Students League of New York – amerykańska Akademia Sztuk Pięknych, założona w 1875 roku w Nowym Jorku. Mieści się w budynku American Fine Arts Society, zbudowanym w latach 1891–1892, wpisanym 10 grudnia 1968 roku przez New York City Landmarks Preservation Commission na listę zabytków (Historic preservation) miasta Nowy Jork, a 6 maja 1980 roku – na listę zabytków USA National Register of Historic Places jako poz. nr 80002662.

## Historia
Art Students League powstała w 1875 roku po tym, jak w National Academy of Design zaczęły krążyć pogłoski, że wszystkie zajęcia plastyczne zostaną odwołane z powodu niewystarczających środków finansowych. Studenci Akademii chcieli kontynuować swoje zajęcia, więc wspólnie wynajęli i zaadaptowali w tym celu niewielkie pomieszczenie na poddaszu budynku położonego w centrum Manhattanu, na rogu 5th Avenue i 16th Street. W dołączonej do biuletynu nowej organizacji ulotce z lipca 1875 roku i skierowanej do Rady National Academy oraz wszystkich jej słuchaczy, przedstawiciel studentów napisał, iż dotychczasowi studenci National Academy of Design, pozostający w Nowym Jorku, założyli, we współpracy z profesorem Lemuelem Wilmarthem stowarzyszenie o nazwie Art Students League, stawiając sobie za cel dalszy rozwój sztuk pięknych. Był to czas, kiedy wielu młodych artystów, znajdujących się pod wpływem europejskiego modernizmu miało poczucie, iż wykształcenie, jakie otrzymywali w National Academy było zachowawcze i nie szło z duchem czasu. Pierwszym prezesem zarządu Ligi oraz jej pierwszym wykładowcą został Lemuel Wilmarth. Wśród członków zarządu znaleźli się artyści Thomas Eakins i Augustus Saint-Gaudens. W 1889 roku Liga współdziałała w założeniu stowarzyszenia Society of American Artists, które zbudowało dla siebie jako stałą siedzibę budynek przy 215 West 57th Street. Od 1892 roku w budynku tym ma swoją siedzibę Art Students League. Wśród jej pierwszych wykładowców znaleźli się, poza wyżej wymienionymi: William Merritt Chase, Julian Alden Weir, John Henry Twachtman, Kenyon Cox, Childe Hassam, Frank Duveneck, Thomas Wilmer Dewing i Arthur Wesley Dow. Po nich rozpoczęli prace, jako wykładowcy lub prelegenci, tak znani artyści jak: Frank DuMond, George Bridgman i Kenneth Hayes Miller. Wielu renomowanych artystów było zarówno wykładowcami, prelegentami jak i studentami Ligi. Byli wśród nich, między innymi: George Bellows, Thomas Hart Benton, Alexander Calder, Helen Frankenthaler, Georgia O’Keeffe, Theresa Bernstein, Barnett Newman, Norman Rockwell, Winslow Homer, Man Ray, Jackson Pollock, Lee Krasner, Robert Rauschenberg, James Rosenquist, Louise Nevelson, Reginald Marsh, Romare Bearden, Donald Judd, Roy Lichtenstein, Mark Rothko, Ben Shahn i Cy Twombly.
Proces nauczania w Art Students League był odzwierciedleniem praktyki stosowanej w prestiżowych francuskich akademiach sztuk pięknych. Przykładowo każdy wykładowca cieszył się pełną niezależnością w swoim atelier – sali wykładowej. Po 1920 roku Liga stała się najwybitniejszą uczelnią artystyczną w Stanach Zjednoczonych, inspirującą podobne instytucje w innych miastach amerykańskich i przyciągającą studentów ze wszystkich stanów.
W 1932 roku ówczesny prezesem rady nadzorczej Ligi, John French Sloan, czynił starania, aby pozyskać w charakterze wykładowcy radykalnego modernistę z Niemiec, George’a Grosza. Rada odrzuciła wniosek, a Sloan, poirytowany, złożył rezygnację. Po jego odejściu rada zmieniła jednak zdanie i Grosz został zaangażowany na sezon letni.

## Art Students League dzisiaj
Art Students League odegrała znaczącą rolę w ukształtowaniu dziedzictwa Ameryki w sztukach plastycznych. Co miesiąc naukę w akademii rozpoczyna ponad 2500 studentów, niezależnie od swego wieku, pochodzenia czy poziomu umiejętności. Studenci zdobywają wiedzę w zakresie rysunku, grafiki, rzeźby (w tym odlewów z brązu) i asamblażu. Uczelnia prezentuje także filmy, organizuje dyskusje panelowe, wykłady i rozmowy, które prowadzą znani artyści, właściciele galerii, eksperci techniczni, krytycy i badacze. Większość z tych imprez jest bezpłatna, a wszystkie są otwarte dla publiczności. Organizowane są comiesięczne kursy poranne, popołudniowe, wieczorowe i weekendowe, przeznaczone dla dzieci, młodzieży i dorosłych. Czynna jest również galeria sztuki.
W 1995 roku uczelnia otrzymała znaczące darowizny, fundusze oraz nieruchomość od rodziny jednego ze swych wykładowców, Vaclava Vytlacila. Środki te przeznaczono na założenie kampusu Art Students League’s Vytlacil Campus.

## Zbiory

### Malarstwo i grafika
Eksponaty z uczelnianej kolekcji pełniły początkowo rolę pomocy dydaktycznych. Jednymi z pierwszych dzieł, jakie weszły w skład kolekcji stałej był zbiór rycin Jamesa McNeilla Whistlera, podarowany uczelni przez pewnego sponsora. Później kolekcję zasiliły rysunki studentów Ligi, zdobywających wykształcenie w Europie. Inne prace zostały zakupione dzięki stypendiom przyznawanym wybitnym studentom. Kolekcja skorzystała również z hojności wykładowców uczelni, takich jak William Chase, którego ekstrawagancka osobowość i brawurowy styl przyciągały rzesze studentów. Jego Martwa natura z rybami, odzwierciedlająca jego styl bezpośredniego malowania w ciemnych barwach, była przykładem na wykładach z martwej natury. Tacy wykładowcy jak Allen Tucker, Kenneth Hayes Miller czy Frank DuMond również podarowali swe prace uczelni. Kolekcja na przestrzeni dekad odzwierciedlała zmieniające się style i zainteresowania amerykańskich artystów. Takie płótna jak Czytająca kobieta Charlesa Courtneya Currana czy Pole kukurydzy w październiku Allena Tuckera odzwierciedlają zainteresowanie Amerykanów francuskim impresjonizmem przełomu XIX i XX wieku, z jego zainteresowaniem takimi tematami jak spędzanie czasu wolnego czy chwytanie ulotnych właściwości światła. Satyryczna grafika Johna Sloana Koneserzy sztuki została uznana przez część krytyków za ordynarną; ci sami krytycy używali później terminu Ashcan School do opisywania nieupozowanych scen miejskiego życia, przenoszonych na płótno przez Sloana i jego kolegów.
Rosnące pod koniec lat 20. zainteresowanie studentów europejską awangardą skłoniły uczelnię do zatrudnienia artystów z zagranicy, w tym Hansa Hofmanna, George’a Grosza i Jana Matulki. Lata spędzone w Paryżu sprawiły, że Matulka zainteresował się kubizmem i surrealizmem, co znalazło wyraz w takich jego pracach jak Martwa natura z głową konia i Fonograf. Jednocześnie uczelnia zatrudniała artystów, którzy koncentrowali się na rodzimej tematyce malując obrazy w stylu american scene painting i social realism.
Zainteresowanie amerykańską tematyką charakteryzowało również prace wykładowców uczelni w latach 40. Grafik Martin Lewis interesował się architekturą Nowego Jorku i jego subkulturami, Reginald Marsh z kolei znalazł inspirację w tłumach wypełniających Coney Island.
W kolekcji reprezentowane są również prace artystów–wykładowców stylów abstrakcyjnych, tworzących w nietradycyjnych materiałach: Lea Mansa, Jacksona Pollocka, Adolpha Gottlieba, Charlesa Alstona i Normana Lewisa.

### Rzeźba
Integralną częścią programu edukacyjnego uczelni była niemal od samego początku rzeźba. W kolekcji znajdują się prace takich artystów jak: William Zorach i Rhoda Sherbell (rzeźbiarski portret Aarona Coplanda). Sztukę współczesną reprezentują prace takich artystów jak, między innymi: William Behnken, Michael Pellettieri, Ellen Eagle i Roberto Franzone.

## LINEA
Art Students League wydaje czasopismo internetowe LINEA, będące forum prezentacji poglądów artystów i wykładowców tej uczelni. Jest wydawane przez Stephanie Cassidy, która założyła je w 1997 roku. Nazwa czasopisma pochodzi od motta uczelni, zaczerpniętego z sentencji „Nulla dies sine linea” („Nie ma dnia bez linii”), przypisywanej starożytnemu greckiemu malarzowi Apellesowi przez rzymskiego historyka Pliniusza Starszego.